# یورغیر
یورغیر (به ترکی استانبولی: Yüreğir) یک منطقهٔ مسکونی در ترکیه است که در استان آدانا واقع شده‌است. یورغیر ۲۷ متر بالاتر از سطح دریا واقع شده‌است.